# Stars
Stars je dvanaesti studijski album američke pjevačice Cher koji je 1975. godine izdala izdavačka kuća Warner Bros. Records. Album je prvi u nizu neuspjeha koje će Cher objaviti idućih godina. Album se uglavnom sastoji od obrada tuđih pjesama. 

## Informacije o albumu
Stars je objavljen 19. travnja 1975. godine. Bio je prvo izdanje za izdavačku kuću Warner Bros. Records te ga je producirao Jimmy Webb. Album je također prvi u nizu bez ikakvog utjecaja sada već bivšeg supruga Sonny Bonoa te prati i prekid njene veze s David Geffenom. Album je dobio pohvale od kritičara ali se nije prodao u očekivanoj nakladi unatoč promociji. 
S albuma su skinute dvije singlice "These Days" i "Geronimo's Cadillac" te su bile izvođene u cilju promocije izlaska albuma. Nijedna od pjesama se nije našla na top ljestvicama. Da poboljša prodaju albuma, Cher je materijal s albuma izvela u The Carol Burnett Show i The Flip Wilson Show. Pjesme koje je izvela su "Love Hurts", "Just This One Time" and "Geronimo's Cadillac". 
Početkom 1975. godine Cher započinje snimati pjesme s Phil Spectorom. Ta suradnja je proizvela pjesme "A Woman's Story" te pjesmu koju su prije nje snimile The Ronettes od nazivom "Baby, I Love You". Međutim, jer je korištenje Philovog studija bilo jako skupo album je otkazan. Spomenute pjesme su s vremenom izdane kao singlice ali nisu postigle nikakav uspjeh a danas se smatraju pravim raritetima. Cher se potom okreće Jimmy Webbu za pomoć oko produkcije albuma. 
Album nikada nije izdan na CD-u ili iTunesima. Po zadnjim informacijama Cher posjeduje sva prava u vezi albuma te Warner Bros. nije u mogućnosti da ga reizda.
Popis pjesama:
Strana A
1. "Love Enough" (Tim Moore) 3:05
2. "Bell Bottom Blues" (Eric Clapton) 4:04
3. "These Days" (Jackson Browne) 4:07
4. "Mr. Soul" (Neil Young) 3:03
5. "Just This One Time" (Jimmy Webb) 4:42

Strana B
1. "Geronimo's Cadillac" (Michael Martin Murphey, Quarta) 2:58
2. "The Harder They Come, The Harder They Fall" (Jimmy Cliff) 3:17
3. "Love Hurts" (Boudleaux Bryant) 4:46
4. "Rock and Roll Doctor" (Lowell George, Fred Martin) 3:05
5. "Stars" (Janis Ian) 5:11

## Produkcija
- glavni vokal: Cher
- producent, arranger glazbe, dirigent: Jimmy Webb
- miksanje i snimanje: John Haeny
- asistent aranžmana: Gary Webb
- električna gitara: Jesse Ed Davis
- naslovna fotografija: Bill King
- stražnja fotografija: Norman Seeff